# Comté de Sully
Le comté de Sully est un comté situé dans l'État du Dakota du Sud, aux États-Unis. En 2010, sa population est de 1 373 habitants. Son siège est Onida.

## Histoire
Créé en 1873, le comté doit son nom au Fort Sully (en), construit par le général Alfred Sully.

## Villes du comté
- City :
  - Onida
- Town :
  - Agar
- Census-designated place :
  - Cow Creek

## Démographie
Selon l'American Community Survey, en 2010, 96,70 % de la population âgée de plus de 5 ans déclare parler l'anglais à la maison, 2,28 % l'allemand et 1,02 % une autre langue.
| 1880 | 1890  | 1900  | 1910  | 1920  | 1930  |
| ---- | ----- | ----- | ----- | ----- | ----- |
| 296  | 2 412 | 1 715 | 2 462 | 2 831 | 3 852 |

| 1940  | 1950  | 1960  | 1970  | 1980  | 1990  |
| ----- | ----- | ----- | ----- | ----- | ----- |
| 2 668 | 2 713 | 2 607 | 2 362 | 1 990 | 1 589 |

| 2000  | 2010  | - | - | - | - |
| ----- | ----- | - | - | - | - |
| 1 556 | 1 373 | - | - | - | - |